# Arbën Arbëri
Arbën Arbëri (Berat, 6 gennaio 1964) è un allenatore di calcio ed ex calciatore albanese, di ruolo attaccante.

## Carriera

### Nazionale
Ha collezionato 3 presenze con la nazionale albanese.